# Reserva nacional Altos de Lircay
La Reserva Nacional Altos de Lircay es un área silvestre protegida chilena, enclavada en la precordillera andina de la Región del Maule.

## Antecedentes
La Reserva Nacional Altos de Lircay, creada el 11 de junio de 1996, tiene una superficie de 12.163 ha, comprenden la comuna de San Clemente, en la Provincia de Talca.

## Vías de acceso

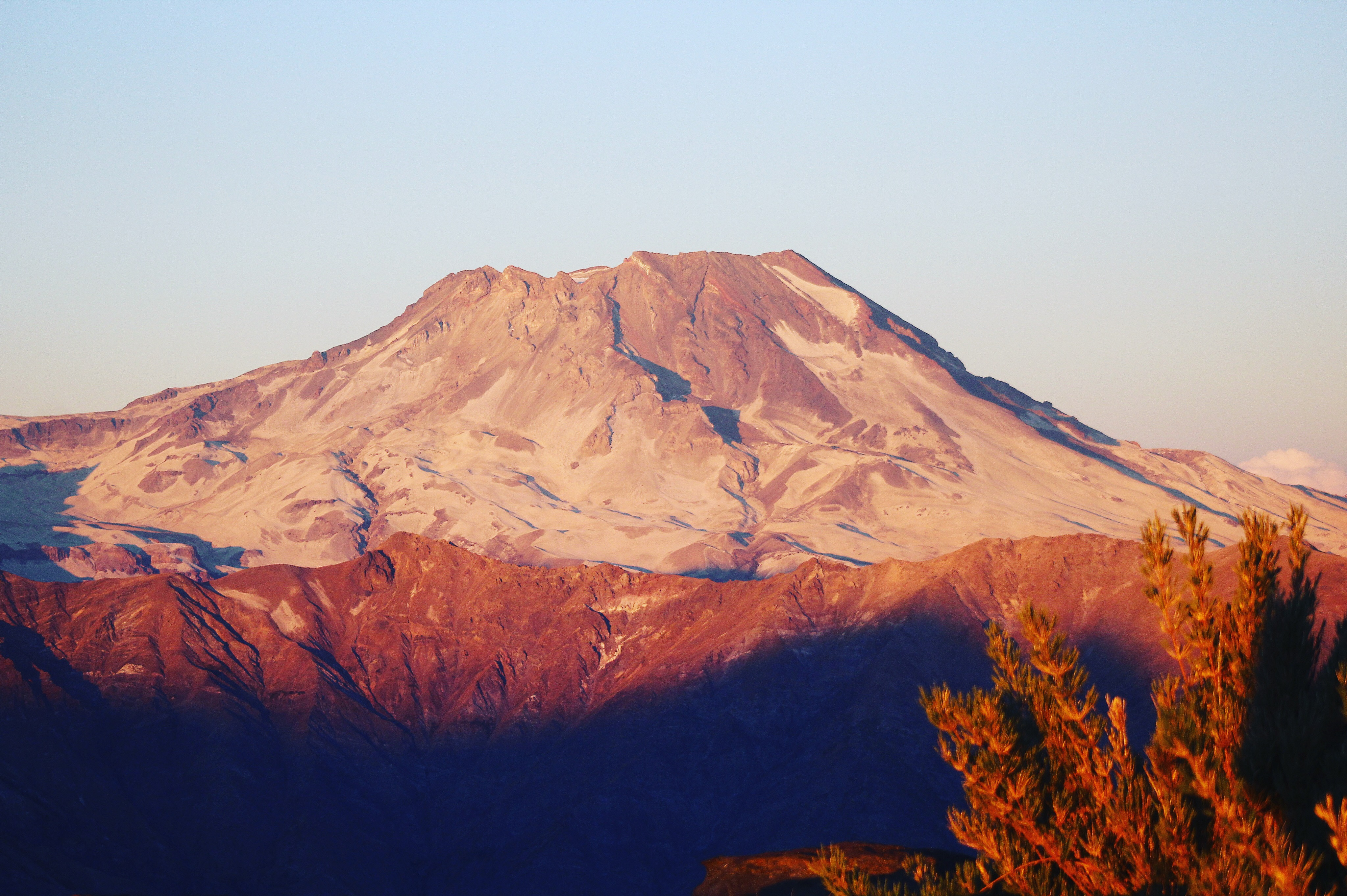
Volcán descabezado en la Reserva Nacional Altos de Lircay.

Se ubica a 66 km al oriente de Talca (capital de la Región del Maule), pasando por la zona huasa y típica de San Clemente, de los cuales 40 km. son pavimentados y 26 km de ripio. El tránsito se mantiene todo el año, aunque en invierno éste puede verse dificultado por la nieve en los últimos 4 km del trayecto.
Existe un portón de acceso (dueño privado, pero con servidumbre de paso restringido) cerrado permanentemente. Se debe solicitar las llaves en el Centro de Información Ambiental (CIA) en los siguientes horarios: 8:30 a 13:00 y de 14:00 a 15:30 horas. En temporada estival el horario es continuado desde las 8:35 hasta las 21:00 horas.
Se debe registrar la visita obligatoriamente en las Oficinas de los Guardaparques. Deberá cancelar el ingreso correspondiente y se le entregará la boleta respectiva que acreditara su ingreso oficial y permanencia en la unidad silvestre y protegida por Ley.
Para acampar se requiere cocinilla a gas obligatoriamente ya que se prohíbe hacer fuego bajo cualquier circunstancia.
Prohibiciones específicas: NO mascotas, cazar, pescar y acampar en la plataforma geológica del Enladrillado y las lagunas de alta montaña.

## Clima
Es de tipo templado cálido con estación seca prolongada. A medida que se interna hacia el oriente, debido a la mayor altitud, se dan algunas características de clima de montaña, con presencia de nevadas frecuentes que hacen que la nieve permanezca en el sector oriente durante el invierno y parte de la primavera, especialmente en las laderas montañosas de exposición Sur y Este.
La temperatura media anual es de 14,7 °C y las precipitaciones alcanzan los 980 litros/m² al año.

## Flora
Posee una gran diversidad de especies, especialmente en la exposición sur. dónde se destacan algunas del género Nothofagus, encontrándose allí hualo (Nothofagus glauca) y huala (Nothofagus leonii), clasificadas como Vulnerables; roble de Santiago (Nothofagus obliqua var. macrocarpa), coigüe (Nothofagus dombeyi), ñirre (Nothofagus antarctica), raulí (Nothofagus alpina) y lenga (Nothofagus pumilio). Otra especie Vulnerable que se destaca es el ciprés de la cordillera (Austrocedrus chilensis). 
Entre las especies listadas como Raras destacan el maitén de chubut (Maytenus chubutensis) y la huilipatagua (Citronella mucronata). Otras especies componentes son olivillo (Aextoxicom punctatum), avellano (Gevuina avellana), lingue (Persea lingue), radal (Lomatia hirsuta), laurel (Laurelia sempervirens), canelo (Drimys winteri), bollén (Kageneckia oblonga), maqui (Aristotelia chilensis), litre (Lithraea caustica), peumo (Cryptocarya alba), arrayán (Luma apiculata), maitén (Maytenus boaria), quillay (Quillaja saponaria), boldo (Peumus boldus), copihue (Lapageria rosea), chilco (Fuchsia magellanica), arrayán macho (Rhaphithamus spinosus), colihue (Chusquea cumingii), etc.. Entre las especies herbáceas destacan una gran variedad de helechos y orquídeas silvestres. 
El Club del Árbol de Talca, CODEFF y CONAFF han patrocinado y la Ilustre Municipalidad de Talca financiado un documental en cine digital que describe y exhibe varias de aquellas especies tanto en la ciudad de Talca, en la Reserva Altos de Lircay y en el sector El Morrillo Ver documental "Maule Nativo. Provincia de Talca"

## Fauna
Entre los mamíferos destacan el pudú (Pudu puda), puma (Puma concolor), zorro culpeo (Pseudalopex culpaeus), zorro gris (Pseudalopex griseus), quique (Galictis cuja), vizcacha (Lagidium viscacia), gato colocolo (Leopardus colocola), güiña (Leopardus guigna), chingue (Conepatus chinga), liebre (Lepus europaeus) y conejo (Oryctolagus cuniculus).
Entre las aves se encuentran el tricahue (Cyanoliseus patagonus), torcaza (Columba araucana), tórtola (Zenaida auriculata), cachaña (Enicognatus ferrugineus), halcón peregrino (Falco peregrinus), cóndor (Vultur gryphus), águila (Geranoaetus melanoleucus), bailarín (Elanus leucurus), aguilucho (Buteo polyosoma), tucúquere (Bubo virginianus), carpintero negro (Campephilus magellanicus), pitío (Colaptes pitius), picaflor (Sephanoides galeritus), pato correntino (Merganetta armata), queltehue (Vanellus chilensis), tordo (Curaeus curaeus), loica (Sturnella loyca), etc.

## Hidrografía
Existen importantes cursos de agua, entre los que destacan el Río Claro (RN Altos de Lircay), que cruza el área en sentido norte sur y drena sus aguas directamente al Río Maule; el río Lircay, que a su paso abastece con agua de riego aparte de la comuna de San Clemente, uniéndose luego con el río Claro que viene desde Molina, para desembocar en el río Maule y finalmente, el Río Blanquillo, que es afluente del río Claro en la misma reserva.

## Visitantes

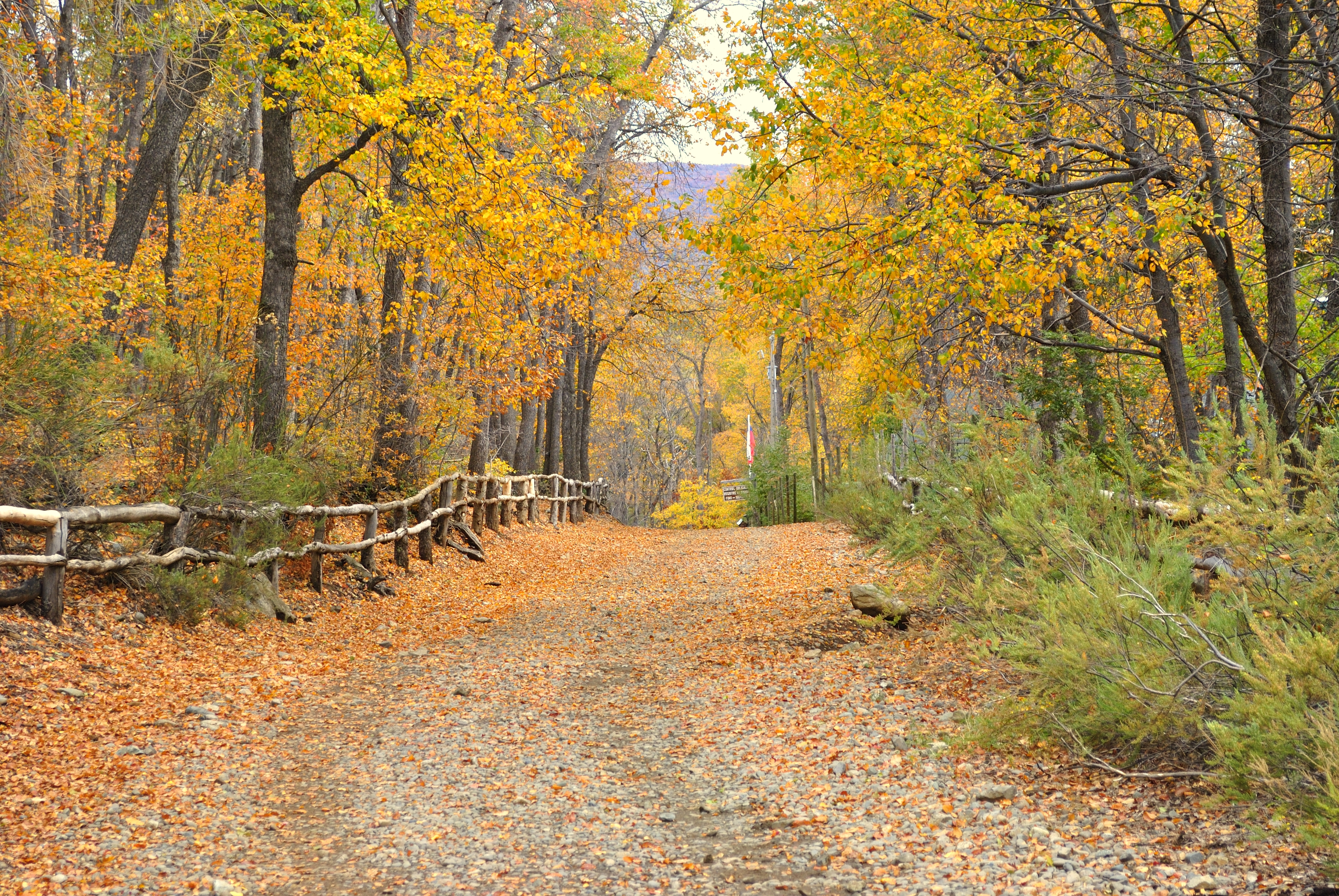
Acceso a la Reserva nacional Altos de Lircay en otoño.

Esta Reserva recibe una reducida cantidad de visitantes chilenos y extranjeros cada año.
| Año         | 2012   | 2013   | 2014   | 2015   | 2016   | 2017   | 2018   | 2019   | 2020  | 2021   | 2022   | 2023   | 2024   |
| ----------- | ------ | ------ | ------ | ------ | ------ | ------ | ------ | ------ | ----- | ------ | ------ | ------ | ------ |
| chilenos    | 9.008  | 10.005 | 9.588  | 15.334 | 18.026 | 14.512 | 21.102 | 22.309 | 7.274 | 12.591 | 16.781 | 17.082 | 13.978 |
| extranjeros | 1.346  | 949    | 970    | 1.393  | 1.252  | 1.466  | 1.703  | 2.079  | 597   | 170    | 538    | 720    | 1.112  |
| Total       | 10.354 | 10.954 | 10.558 | 16.727 | 19.278 | 15.978 | 22.805 | 24.388 | 7.871 | 12.761 | 17.319 | 17.802 | 15.090 |